# Agmina hastata
Agmina hastata là một loài Trichoptera trong họ Ecnomidae. Chúng phân bố ở miền Australasia.